# Penydarren Park
El Penydarren Park es un estadio multiusos ubicado en la ciudad de Merthyr Tydfil y actualmente es la sede del Merthyr Town FC.

## Historia
Fue inaugurado en 1860 y treinta años después fue renovado con una pista de carreras y de atletismo y fue utilizado por el equipo local de rugby Merthyr Tydfil RLFC.  Fue parte del primer tour hecho por la selección de rugby de Australia a inicios del siglo XX donde enfrentaron a Gales ante 6,000 espectadores.
También fue la sede del desaparecido Merthyr Tydfil F.C. cuando pensaban mudarse a una nueva sede en los límites de la ciudad. El estadio iba a ser parte del proyecto de desarrollo llamado 'Merthyr Village' y su capacidad iba a aumenta a 12,000 espectadores, pero el gobierno de Gales rechazó el proyecto en 2007. También fue sede de la final de la Copa de Gales de 1999.
En julio de 2011 el equipo Merthyr Town FC enfrentó al club de la Welsh Premier League Llanelli AFC en un partido de pretemporada en Penydarren Park.

## Canódromo
El Penydarren Park fue sede de carreras de galgos entre 1930 y 1960 los jueves y sábados a las 7.15pm. Según los permisos de 1947 la capacidad era de 20,000 espectadores.
Se cree que el prisionero de guerra Rudolf Hess asistía a las carreras.